# Gare de Charlotte
La gare de Charlotte est une gare ferroviaire des États-Unis, située sur le territoire de la ville de Charlotte dans l'État de Caroline du Nord.

## Histoire
Elle a été construite en 1961 par la Southern Railway en remplacement de l'ancienne gare qui était située dans le centre de la ville.

## Service des voyageurs

### Desserte
Elle est desservie par des liaisons longue-distance Amtrak :
- Le Carolinian: New York (New York) - Charlotte (Caroline du Nord)
- Le Crescent: La Nouvelle-Orléans (Louisiane) - New York (New York)
- Le Piedmont: Vers Raleigh (Caroline du Nord)